# مارگارت یولاند ساووا
مارگارت یولاند ساووا (نوامبر۱۶۳۵ - آوریل۱۶۶۳) پرنسس ساووا از زمان تولد و پس از آن دوشس پارما بود.
او ابتدا به نامزدی لوییس چهاردهم درآمد اما در نهایت با رانوسیو فارنس ازدواج کرد.
او در سال ۱۶۶۳ درحی زایمان در گذشت.